# Kámen (district de Pelhřimov)
Pour les articles homonymes, voir Kamen.
Kámen (en allemand : Stein) est une commune du district de Pelhřimov, dans la région de Vysočina, en République tchèque. Sa population s'élevait à 266 habitants en 2020.

## Géographie
Kámen se trouve à 6 km au nord de Pacov, à 16 km à l'ouest de Pelhřimov, à 42 km à l'ouest de Jihlava et à 84 km au sud-est de Prague.
La commune est limitée par Eš au nord-ouest, par Důl au nord, par Pošná, Zlátenka, et Vysoká Lhota à l'est, par Dobrá Voda u Pacova et Obrataň au sud, et par Věžná à l'ouest.

## Histoire
La première mention écrite de la localité date de 1316.

## Administration
La commune se compose de trois sections :
- Kámen
- Nízká Lhota
- Nový Dvůr

## Transports
Par la route, Kámen se trouve à 7 km de Pacov, à 17 km de Pelhřimov, à 48 km de Jihlava à 113 km de Prague.